# Bádice
Bádice est un village de Slovaquie situé dans la région de Nitra.

## Démographie

### Évolution de la population
| Année:               | 1994. | 2004. | 2014.   | 2024.    |
| -------------------- | ----- | ----- | ------- | -------- |
| Nombre de personnes: | 0     | 337   | 320     | 399      |
| Différence:          |       | –     | -5,04 % | +24,68 % |

| Année:               | 2023. | 2024. |
| -------------------- | ----- | ----- |
| Nombre de personnes: | 399   | 399   |
| Différence:          |       | +0 %  |